# Autoput A7
Die Autoput A7, auch Autoput Kuzmin-Sremska Rača genannt, ist eine im Bau befindliche Autobahn in Serbien. Sie soll bei der Ortschaft Kuzmin an der Autoput A3 beginnen und in südlicher Richtung bis Sremska Rača verlaufen. Dort soll sie den Fluss Save an der serbisch-bosnischen Grenze überqueren und an die Autobahn A5 in der Republik Srpska anschließen. Nach der Verordnung über die Klassifizierung der Nationalstraßen am 12. Oktober 2023 hat die Autobahn die Nummer A7 erhalten.

## Geschichte
Die Kosten für den Bau der Autobahn werden auf 225 Mio. € geschätzt, davon 100 Mio. € für die Brücke über die Save und 120 Mio. € für den Bau der Autobahn selbst. Die Baugenehmigung wurde am 4. Oktober 2019 erteilt, und der offizielle Baubeginn erfolgte am 9. Oktober 2019 mit dem Bau der Brücke über die Save. Am 1. März 2021 fand außerdem ein offizieller Spatenstich für das gesamte Projekt statt. Die Fertigstellung der Autobahn ist für 2025 geplant.